# ویویان مارتین
ویویان مارتین (انگلیسی: Vivian Martin; ۲۲ ژوئیهٔ ۱۸۹۳ – ۱۶ مارس ۱۹۸۷) هنرپیشه اهل ایالات متحده آمریکا بود.
از فیلم‌ها یا برنامه‌های تلویزیونی که وی در آن نقش داشته‌است می‌توان به لوئیزیانا اشاره کرد.